# Belagerung von Szigetvár

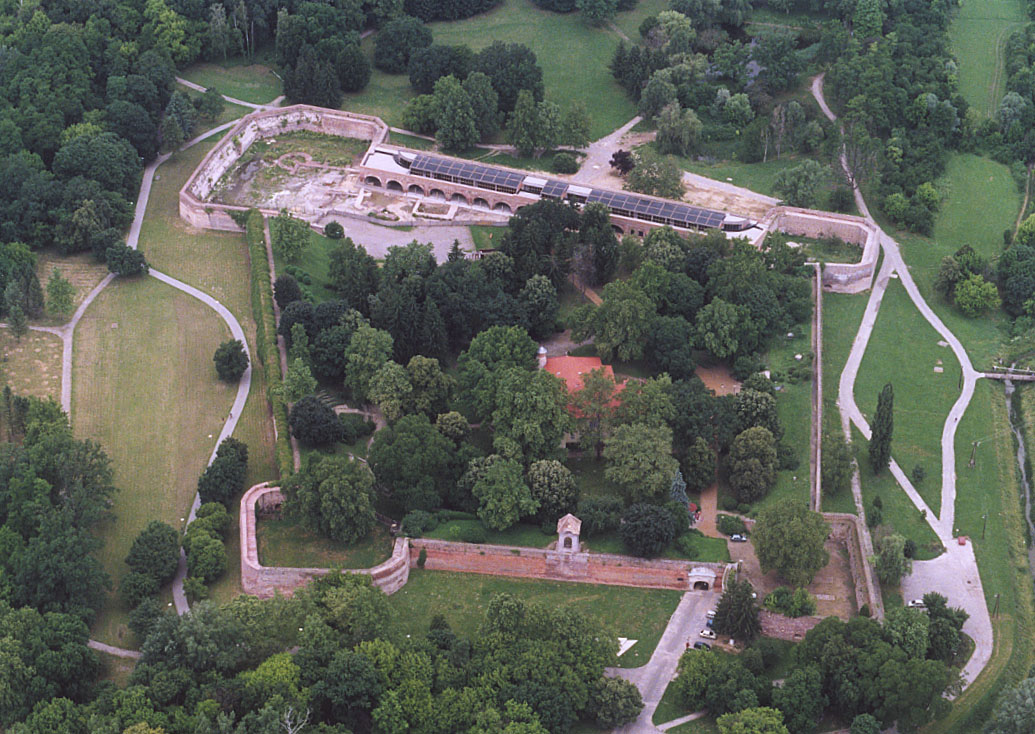
Burg Szigetvár in der Gegenwart

Historische Zeichnung von Szigetvár mit den Befestigungsanlagen, den umgebenden Gewässern und der Brücke, über die der Ausfall der letzten Verteidiger stattfand

Die Belagerung von Szigetvár (türkisch Zigetvar Kuşatması, ungarisch Szigetvár ostroma, kroatisch Bitka kod Sigeta oder Sigetska bitka) durch die Truppen des Osmanischen Reiches im Zuge der Türkenkriege dauerte vom 5. August bis 8. September 1566 und endete nach schweren Kämpfen mit der osmanischen Einnahme der Burg. Während der Belagerung starb Sultan Süleyman der Prächtige.

## Vorgeschichte
Die Festung Szigetvár (Komitat Baranya in Südungarn) bestand aus der Altstadt und der Neustadt und einer Burg, die von einem dreifachen Wassergraben umgeben war. Wälle aus Erde und Holz sicherten die Burg, nur der Turm, in dem das Pulver aufbewahrt wurde, war aus Stein gebaut. Die Festung lag in den Sümpfen des Almásflusses, daher auch der ungarische Name der Festung: Sziget („Insel“).
Schon im Juni 1556 wurde die Festung Szigetvár von den Truppen des Osmanischen Reiches belagert, konnte aber durch ein Heer unter Leitung von Palatin Nádasdy und dem kroatischen Ban Nikola Šubić Zrinski befreit werden. 1557 wurde Nikola Šubić Zrinski zum Kommandanten der Festung ernannt.

## Belagerung

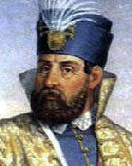
Nikola Šubić Zrinski

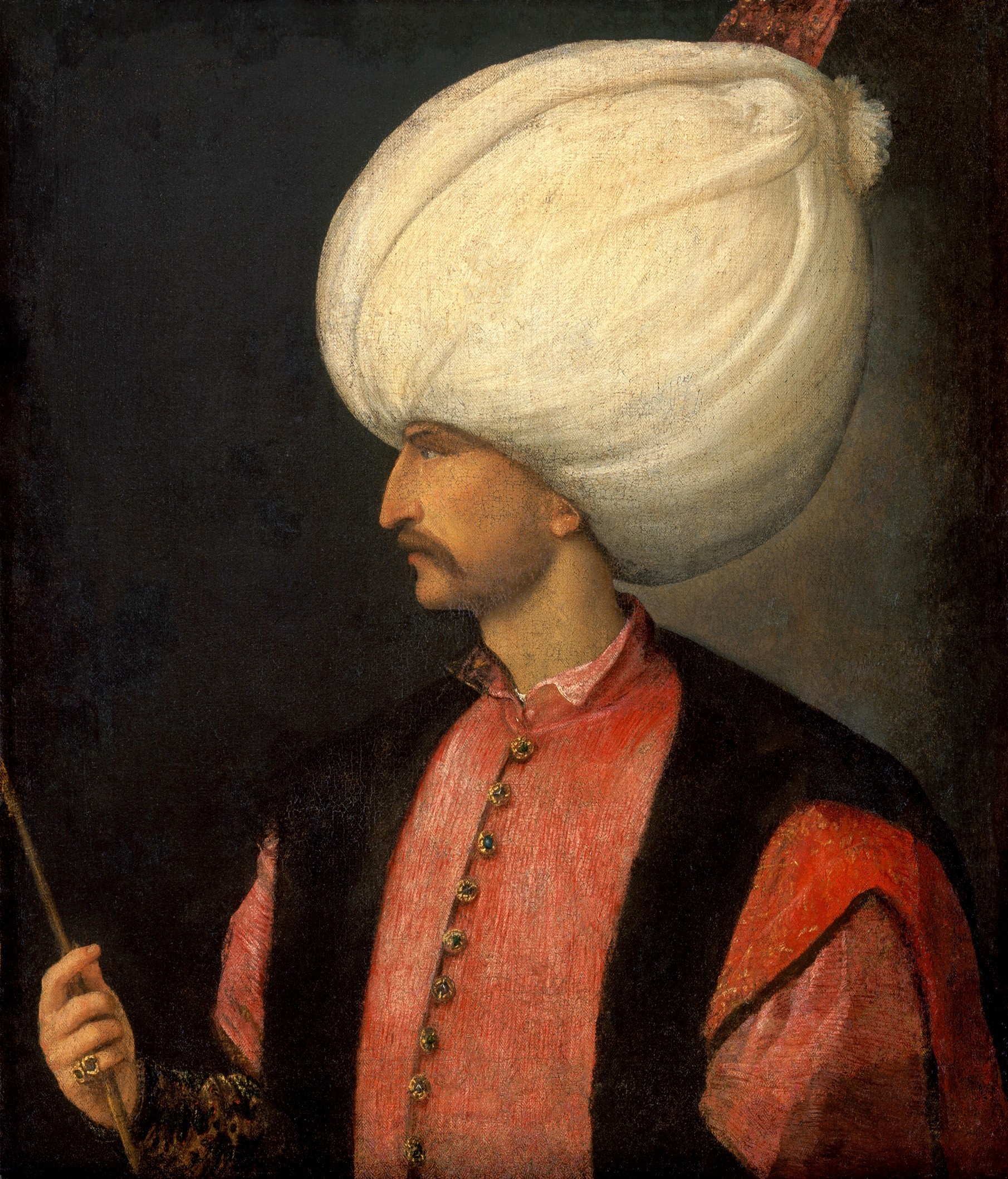
Süleyman der Prächtige

Sultan Süleyman der Prächtige führte nach elf Jahren wieder persönlich einen Feldzug an. Er war bereits 72 Jahre alt, sehr gebrechlich und litt stark an der Gicht, so dass er nur selten reiten konnte. Auf seinem letzten Feldzug führte er ein Heer mit etwa 90.000 Soldaten und 300 Geschützen nach Ungarn gegen Szigetvár. Die Verteidiger unter der Leitung von Nikola Šubić Zrinski hatten etwa 2.500 kroatische und ungarische Soldaten sowie 69 Geschütze zur Verfügung. Die Reichstruppen standen etwa 200 Kilometer entfernt in einem Feldlager bei Győr (dt. Raab). Aufgrund der unentschlossenen Haltung von Kaiser Maximilian II. unternahmen sie jedoch keinen Versuch die Burg zu entsetzen und ließen deren Verteidiger allein.
Die Belagerung begann am 6. August. Drei Tage später mussten die Verteidiger die Neustadt aufgeben und sich in die Altstadt zurückziehen. Die Angreifer füllten die Gräben auf und begannen von drei Seiten mit dem Angriff auf die Altstadt, die am 19. August erobert wurde. Die Verteidiger zogen sich in die Burg zurück und konnten die Angriffe der folgenden Tage abwehren. Sultan Süleyman soll Zrinski die Statthalterschaft von ganz Illyrien und erblichen Besitz von Bosnien versprochen und mit der Ermordung seines angeblich gefangenen einzigen Sohnes, Georg, gedroht haben. Doch die Verteidiger ließen sich nicht zur Aufgabe überreden. Ein letztes Angebot Süleymans zur ehrenvollen Kapitulation wies Zrinski am 5. September zurück.

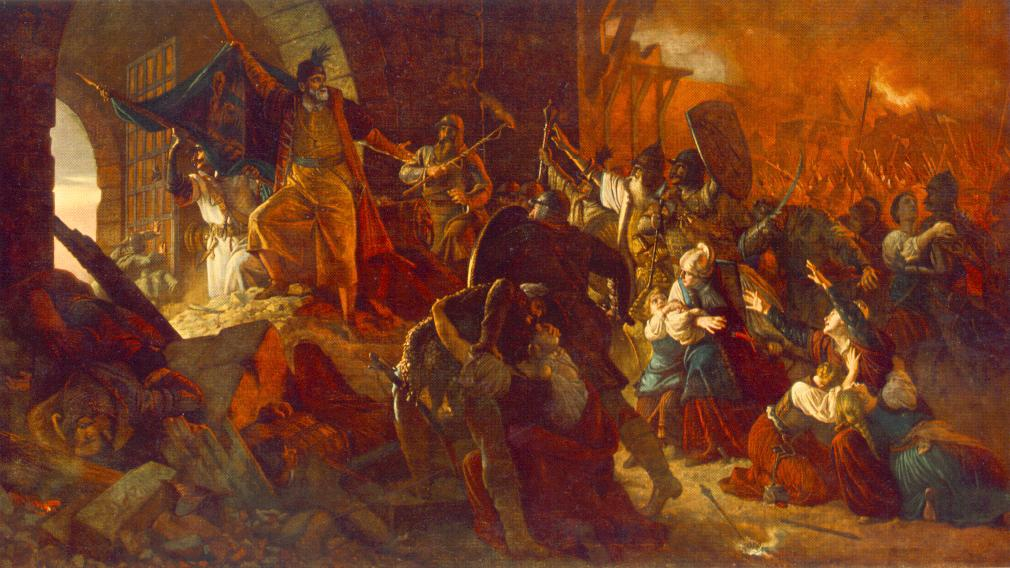
Zrinskis Ausfall mit den letzten Verteidigern

Ein Brand der äußeren Burg am 5. September konnte nicht mehr gelöscht werden, und die Verteidiger, von denen nur mehr etwa 600 lebten, mussten sich in den Turm zurückziehen. In der Nacht vom 5. zum 6. September starb Sultan Süleyman. Am 7. September wurde der Turm ständig beschossen und begann am 8. September zu brennen. Zrinski zog den Heldentod der Kapitulation vor und stürmte mit den noch übriggebliebenen Soldaten am 8. September aus dem Turm über die Brücke in die von den Türken besetzte Außenburg. Zrinski trug dabei weder Panzer noch Helm, sondern ein kostbares Prachtgewand. Fast alle Verteidiger fielen in der Nähe der Brücke. Da man im Turm vor dem Ausfall eine Lunte an das Schießpulverlager gelegt hatte, riss seine Explosion viele Angreifer mit in den Tod.
Zrinski geriet schwer verwundet in Gefangenschaft und wurde enthauptet. Sein Kopf wurde auf einer Stange im Lager der Osmanen aufgestellt, dann den Kaiserlichen zugesandt und zu Čakovec im Kloster der hl. Helena beigesetzt.
Der Tod des Sultans, die Gesamtverluste bei der Belagerung von etwa 30.000 Mann und der hereinbrechende Winter veranlassten das osmanische Heer zum Rückzug nach Istanbul. Die Ungarn konnten die Stadt erst im Jahr 1689 zurückerobern.
Der osmanische Chronist Aşık Çelebi verfasste unter dem Titel Sigetvarnâme einen Bericht über die Belagerung.

## Nachwirkungen
Der Fall von Szigetvár ging als Heldenerzählung in die ungarische Geschichte ein und wurde mehrfach literarisch bearbeitet. Zrinskis Urenkel, Nikolaus Graf Zrinski (1620–1664), der selbst jahrelang Grenzburgen im Süden Ungarns gegen die Osmanen verteidigte und 1664 erfolglos versuchte, die von den Türken gehaltene Burg Szigetvár zurückzuerobern, schuf 1645/1646 das lateinische Epos Obsidio Szigetiana (deutsch „Der Fall von Sziget“). Von Theodor Körner stammt das 1812 uraufgeführte Drama Zriny. Hugo Badalić (1851–1900) verfasste das kroatische Libretto für die Oper von Ivan Zajc (1832–1914) Nikola Šubić-Zrinjski, die 1876 uraufgeführt wurde.

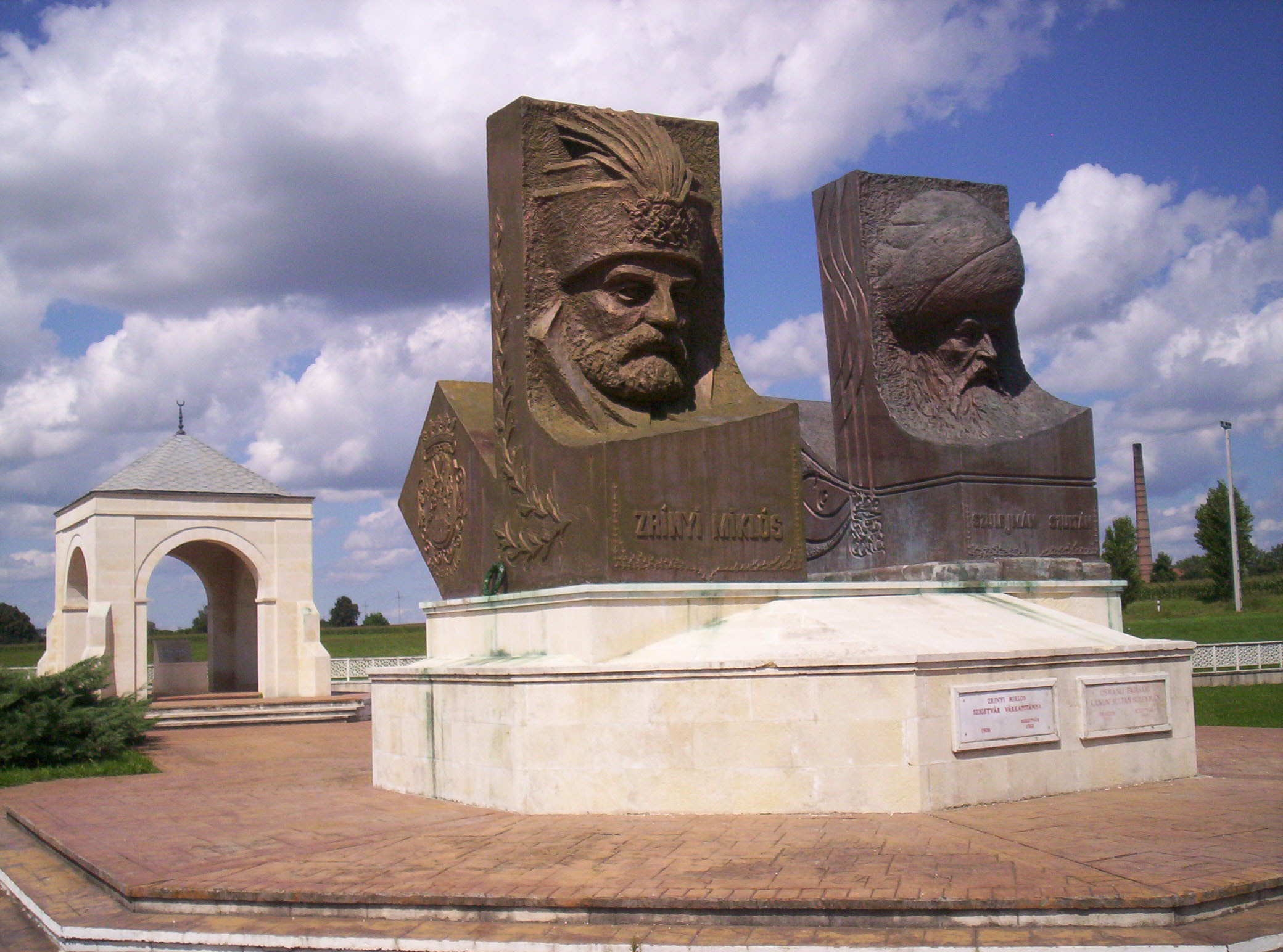
Park der ungarisch-türkischen Freundschaft in Szigetvar mit Abbildern Zrinskis und Süleymans, die beide 1566 starben.

Auf dem Schlachtfeld befindet sich heute der Park der ungarisch-türkischen Freundschaft, wo seit 1996 die Denkmäler der Feldherren Zrinski und Süleyman nebeneinander stehen.